# Ichnocarpus fulvus
Ichnocarpus fulvus là một loài thực vật có hoa trong họ La bố ma. Loài này được Kerr mô tả khoa học đầu tiên năm 1937.